# Martin West (Kirchenmusiker)
Martin West (* 1951 in Berlin) ist ein deutscher Kirchenmusiker, Organist und Dirigent.

## Werdegang
West studierte Schulmusik, Musikwissenschaft, Orchesterdirigieren und Kirchenmusik an der Hochschule für Musik Freiburg sowie Orgel und Cembalo an der Southern Methodist University in Dallas/TX. Seine Lehrer waren u. a. Ludwig Doerr, Robert T. Anderson, Larry Palmer, Mechthild Hatz, Edith Picht-Axenfeld, Francis Travis und Herbert Froitzheim.
Von 1976 bis 1983 war er Kantor und Organist an der Freiburger Markuskirche. 1983 wurde er als Nachfolger von Günther Pods und Andreas Hofmeier Kantor an der St.-Michaeliskirche Eutin (Holstein), wo er bis zu seinem Ruhestand 2016 wirkte. 1995 wurde er zum Kirchenmusikdirektor ernannt. Von 1988 bis 2004 lehrte er an der Musikhochschule Lübeck; von 1984 bis 2006 war er Kirchenkreisbeauftragter für Kirchenmusik im Kirchenkreis Eutin (später Ostholstein).

## Veranstaltungen
Als Organist und Cembalist konzertierte er solistisch und kammermusikalisch in Deutschland, Europa, den USA und Japan. Als Veranstalter begründete er verschiedene musikalische Veranstaltungsreihen wie  die monatliche »Stunde der Kirchenmusik«.
Die 1987 gebaute Orgel der Firma Metzler Orgelbau (Dietikon/CH) gab den Anstoß zu den jährlich stattfindenden „Internationalen Orgelwochen“ (ab 1998 »Contra.Punkte – Internationale Orgelwochen Eutin«). 2017 wurde die Reihe eingestellt.

## Ur- und Erstaufführungen
Zahlreiche Werke wurden während Martin Wests Eutiner Zeit ur- oder erstaufgeführt (in Auswahl, jeweils unter Leitung von Martin West bzw. mit Martin West, Orgel):
- 1985: Johann Sebastian Bach, Weihnachtsoratorium 1–6. Erste nordelbische Komplett-Aufführung in Historischer Aufführungspraxis
- 1996: Birger Petersen, Orgelbuch 95
- 1996: Franz Schubert, Miriam‘s Siegesgesang. Uraufführung der Orchesterfassung von Martin West mit der Eutiner Kantorei und Orchester
- 1997: Die beschwerliche Reise des Claas Schütt – Eine holsteinische Passion. Szenische Collage unter Verwendung der Loferer Passion von Cesar Bresgen. Uraufführung (zweite Aufführung am 10. April 2009)
- 1999: Birger Petersen, Euch, die ihr meinen Namen fürchtet. Uraufführung mit den Chören des Kirchenkreises Eutin
- 2001: Zum 100. Todestag des Komponisten: mehrere norddeutsche Erstaufführungen von Werken von Josef Gabriel Rheinberger, darunter die Messe C-Dur op. 169, das Requiem b-Moll op. 60, die Florentiner Sinfonie op. 87 und das Singspiel Das Zauberwort op. 153.
- 2004: Birger Petersen, (ritual.) in memoriam II für Orgel und Schlagzeug. Uraufführung mit Edith Salmen, Schlagzeug
- 2007: Pal Karolyi, Ungarische Rhapsodie für Cymbalum und Orgel. Uraufführung mit Enikö Ginzery, Cymbalum

## St. Johannis Neukirchen
1993 wurde auf Initiative von Martin West die Wiese-Orgel in St. Johannis Neukirchen (bei Malente) durch den Orgelbauer Johannes Rohlff restauriert bzw. rekonstruiert. In den Jahren 1994–2003 führte West dort jeweils im Sommer eine Konzertreihe durch, die die einzige originär mitteltönig gestimmte Orgel in Schleswig-Holstein in den Mittelpunkt stellte.

## Tonträger
- 1994: Orgelporträt: Historische Wiese-Orgel St. Johanniskirche Neukirchen/Holstein. Orgelwerke von J. S. Bach und Norddeutschen Meistern. Ambiente Audio
- 1998: Orgelporträt: Die Schulze/Schnitger-Orgel Schloßkirche Eutin. Orgelwerke verschiedener Komponisten. Ambiente Audio
- 2002: Überschneidungen – Das gesamte Orgelwerk von Roland Ploeger und Nikolaus Hanff Metzler-Orgel St. Michaeliskirche Eutin. Ambiente Audio
- 2009 Theodor Kirchner – Das gesamte Orgelwerk / Briefe von Clara Schumann an Kirchner. Martin West, Buchholz/Grüneberg-Orgel Demmin/Stephanie Achilles, Sprecherin. Ambiente Audio

## Veröffentlichungen
- Festschrift Die Metzler-Orgel in St. Michaelis Eutin, hg. von Martin West. Ev.-luth. Kirchengemeinde Eutin 1987.
- Eutiner Beiträge zur Musikforschung (2002–2006), hg. mit Birger Petersen:
  - Band 1: Birger Petersen, Die Melodielehre des »Vollkommenen Capellmeisters« von Johann Mattheson, Eutin und Norderstedt: BoD 2002. ISBN 3-8311-3484-7
  - Band 2: Josef Gabriel Rheinberger und seine Zeit. Die Referate des Symposions anläßlich der 15. Internationalen Orgelwochen Eutin 2001, hg. von Birger Petersen und Martin West, Eutin und Norderstedt: BoD 2002. ISBN 3-8311-3873-7.
  - Band 3: Roland Ploeger, Studien zur systematischen Musiktheorie, Eutin und Norderstedt: BoD 2003.  ISBN 38311-3874-5
  - Band 4: Kirchenmusik und Verkündigung – Verkündigung als Kirchenmusik. Zum Verhältnis von Theologie und Kirchenmusik. Die Referate des Eutiner Symposions 2001, hg. von Axel Frieb-Preis und Birger Petersen, Eutin und Norderstedt: BoD 2003. ISBN 3-8311-4465-6.
  - Neue Folge. Band 5: Christina und Birger Petersen, Akademische Musiktheorie in der jungen Bundesrepublik. Zwei Studien zu Wolfgang Jacobi und Roland Ploeger, Eutin und Norderstedt: BoD 2006. ISBN 3-8334-6448-8.
- Egon Jacob, »Musikgeschichte der Stadt Eutin bis zur Jahrhundertwende«, hg. und überarbeitet von Birger Petersen und Martin West, Eutin 1997 (= Programmheft Contra.Punkte – Internationale Orgelwochen Eutin 1997).

Verschiedene kleinere Beiträge finden sich in den Programmheften der Contra.Punkte – Internationale Orgelwochen Eutin, hg. von Martin West.